# Eerste Vijfjarenplan (Sovjet-Unie)

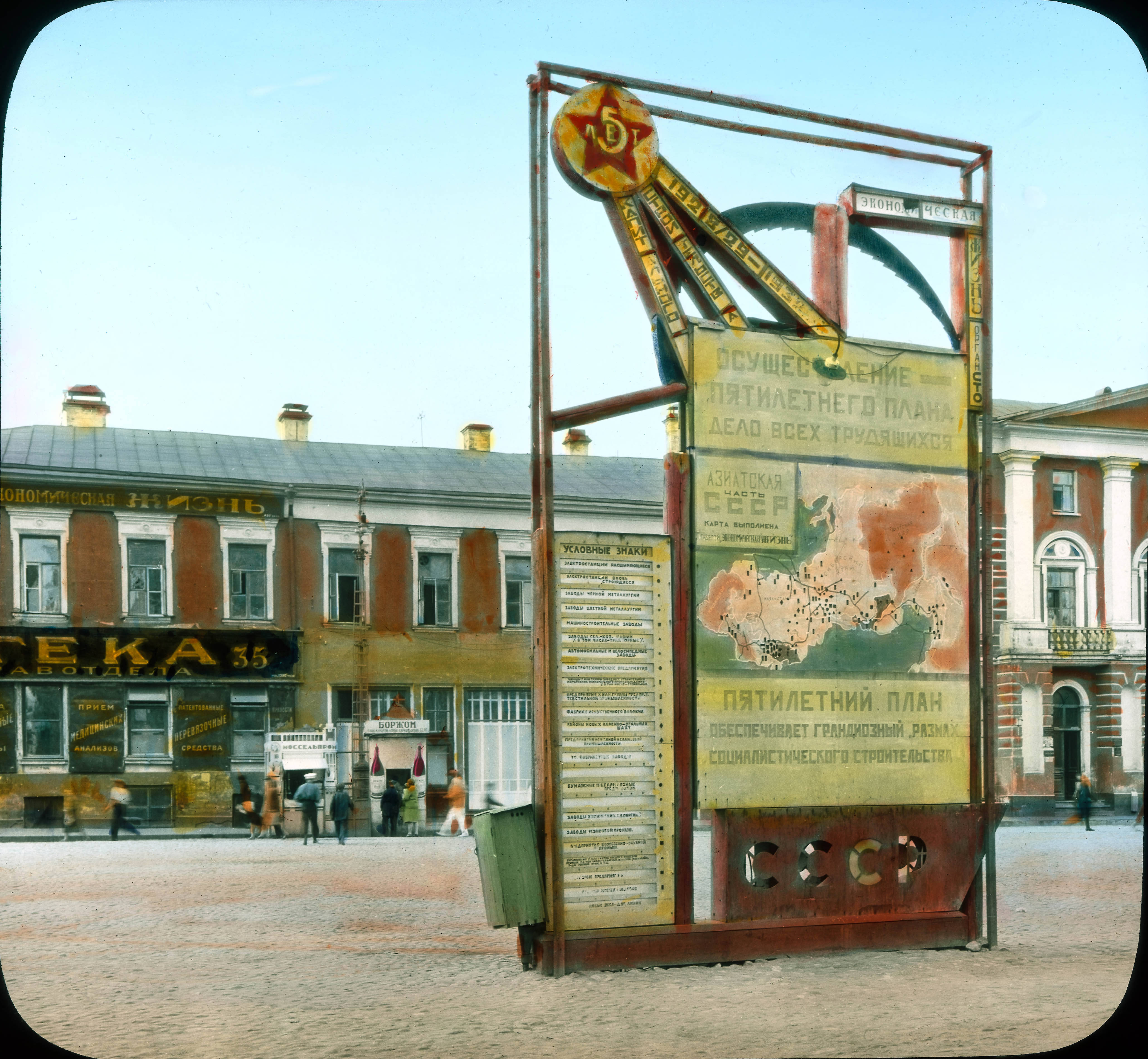
Propagandabord over het vijfjarenplan in 1931

Het Eerste Vijfjarenplan van de Unie van Socialistische Sovjetrepublieken (Russisch: I пятилетний план, первая пятилетка) was een lijst van economische quota, opgesteld door secretaris-generaal Jozef Stalin en gebaseerd op diens politiek van "Socialisme in één land". Het werd tussen 1928 en 1932 uitgevoerd.
De boeren werden, ook onder dwang, in grote landbouwbedrijven ondergebracht. De schaalvergroting en mechanisering zou moeten leiden tot een hogere productie, waardoor boeren werk konden gaan zoeken in de industrie. De landbouw was nog de grootste economische sector en de enige waaraan geld onttrokken kon worden voor investeringen in industriële projecten. De kolchozen waren verplicht een deel van de oogst af te staan aan de staat, de beloning hiervoor was laag waardoor de stedelijke bevolking goedkoop aan voedsel kon komen. Verder werd veel graan geëxporteerd en de buitenlandse valuta werd gebruikt om machines in het buitenland te kopen.
Omdat het succes van dit plan afhing van industrialisatie op grote schaal, moesten er ook culturele veranderingen komen: bijvoorbeeld in Turkestan, waar de nomaden in vaste woonplaatsen moesten gaan leven en katoen moesten telen in plaats van groenten. Dit wekte grote wrevel op onder de lokale bevolking en Turkmeense boeren en nomaden maakten dit lange tijd door middel van passief verzet duidelijk.

## Redenen
Voor de uitvoering van het eerste vijfjarenplan ondervond de jonge USSR dreigingen uit binnen- en buitenland. De eerste "dreiging" kwam uit het westen: vanaf 1927 begonnen verscheidene Europese landen zoals Groot-Brittannië zich te distantiëren van de Sovjet-Unie. Hierdoor ontstond de angst dat het land binnengevallen zou worden. Deze angst werd nog versterkt door herinneringen aan de Russische Burgeroorlog: westerse machten hadden toen al delen van het land bezet. Dit vereiste volgens Stalin de creatie van een sterke industriële basis, waarmee dan onder andere het leger gemoderniseerd zou kunnen worden, en men economisch met het westen kon concurreren. Dit kwam overigens gelijk met een grote teleurstelling onder de boeren door de hongersnoden in de vroege jaren 20 en de brutale behandeling. Deze spanningen hadden het potentieel de USSR te doen instorten. Stalin startte daarop de grootschalige industrialisatie om deze dreigingen te pareren.

## Snelle industrialisatie

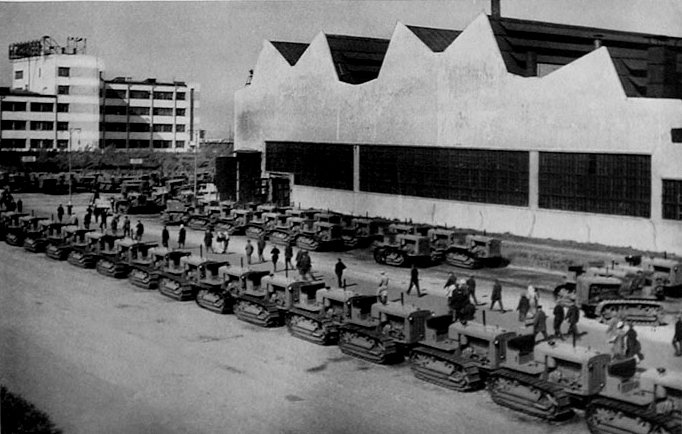
Tractorfabriek in Tsjeljabinsk in 1930

Het centrale aspect van het Eerste Vijfjarenplan was de snelle industrialisatie van het land. De noodzaak hiertoe ontstond door de wil om competitief te zijn met het Westen: als een oorlog uitbrak tussen het Westen en de USSR, zouden de Sovjets tegen de modernste en meest geïndustrialiseerde naties ter wereld moeten vechten. Om dus te voldoen aan de vraag van het leger stelden de Sovjetleiders onrealistische quota op. Om aan deze quota te voldoen moesten er enorme industriële complexen vlak bij de bron van de grondstoffen gebouwd worden, in soms onherbergzame gebieden. Er kwam, onder andere, metaalverwerkende industrie in Magnitogorsk, waterkrachtcentrales langs de Dnjepr en in Nizhny Novgorod (toen Gorki) werd de autofabriek Gorkovski Avtomobilny Zavod gebouwd. Er werd verwacht dat de zware industrie op deze vijf jaar 350% meer zou produceren. Hiervoor was veel kapitaal nodig: de regering schrapte alle "onnodige uitgaven" om het nodige geld bijeen te krijgen. Door deze maatregelen werden echter vele basisgoederen, zoals eten en kleren, schaars.

## Collectivisatie van de landbouw

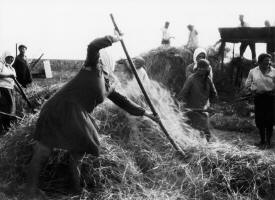
Binnenhalen van de oogst op een kolchoz, 1930

Het Eerste Vijfjarenplan betrof ook de collectivisatie van boerderijen in de hele USSR. Hiervoor waren twee belangrijke redenen:
- Door de bevolkingsgroei was er meer voedsel nodig;
- Veel boeren gingen naar de fabrieken om te werken (men dacht dat collectivisatie de landbouw effectiever zou maken).

In 1929 veranderde Stalin het plan door de introductie van kolchozen: collectieve boerderijen die zich over duizenden hectaren uitstrekten, waarop honderden boeren het land bewerkten. De invoering van dit systeem was de doodsteek voor de koelakken, en veroorzaakte een slachting onder het vee: de koelakken, grondbezittende boeren, die hun land moesten afstaan aan de staat, doodden nog liever hun vee dan het af te staan. Dit leidde tot grootschalige hongersnoden in de Oekraïense SSR, de Russische RSFSR en de Kazachse SSR en de noordelijke Kaukasus.
Ondanks de vele slachtoffers liet de collectivisatie de overgebleven boeren toe om tractoren en andere machines te gebruiken, terwijl ze daarvoor meestal te arm waren om zich zoiets te kunnen veroorloven. Openbare machine- en tractorstations werden overal uit de grond gestampt en elke kolchoz kon hier machinerie huren: dit verhoogde de gemiddelde productiviteit van een boer. De ingenieurs in dienst van de staat slaagden er echter niet in om rekening te houden met lokale situaties: in 1932 lag de graanproductie in sommige regio's 32% lager dan gemiddeld.
De collectivisatie werd een dure mislukking: omdat de "koelakken" geliquideerd waren, bleven er minder vaardige landbouwers over om het land te bewerken en vee te houden. Door de verplichte leveringen aan de staat bleef minder graan over voor de boeren zelf en voor hun dieren. De dramatische veranderingen in de landbouw verstoorden de voedselproductie zodanig dat tussen 1928 en 1939 zo'n 30 miljoen mensen stierven van de honger. Vooral in Oekraïne was de hongersnood, de Holodomor, groot. In het zuiden stierven percentueel veel mensen gedurende de Kazachse Hongersnood van 1932-1933. Tijdens de hongersnood exporteerde het land in 1930 en 1931 nog zo'n 5 miljoen ton graan om aan buitenlands geld te komen teneinde daarmee de investeringen in de industrie te betalen.
| Jaar | Graanoogst | Verplichte levering van graan aan de staat | Restant graan voor boeren | Runderen | Varkens | Schapen en geiten |
| ---- | ---------- | ------------------------------------------ | ------------------------- | -------- | ------- | ----------------- |
| 1928 | 73,3       | 10,8                                       | 62,5                      | 70,5     | 26,0    | 147,6             |
| 1929 | 71,7       | 16,1                                       | 55,6                      | 67,1     | 20,4    | 147,0             |
| 1930 | 83,5       | 22,1                                       | 61,4                      | 52,5     | 13,6    | 108,8             |
| 1931 | 69,5       | 22,8                                       | 46,7                      | 47,9     | 14,4    | 77,7              |
| 1932 | 69,6       | 18,8                                       | 50,8                      | 40,7     | 11,6    | 52,1              |
| 1933 | 68,4       | 23,3                                       | 45,1                      | 38,4     | 12,1    | 50,2              |
| 1934 | 67,6       | 26,1                                       | 41,5                      | 42,4     | 17,4    | 51,9              |
| 1935 | 75,0       | 29,6                                       | 45,4                      | 49,3     | 22,6    | 61,1              |

Het laatste jaar van het plan viel samen met het dieptepunt voor de boeren. De veestapel was gehalveerd waarbij een gebrek aan veevoer door de verplichte leveringen aan de staat ook een rol speelde. Met uitzondering van de recordoogst in 1930, dankzij gunstige weersomstandigheden, werd minder graan van het veld gehaald dan in 1928. In 1934 was het laagtepunt gepasseerd en was weer sprake van een lichte stijging in de veestapel, maar het duurde tot de jaren vijftig alvorens het niveau van 1928 weer was bereikt.

## Dwangarbeid
Om de kosten laag te houden, zetten de Sovjets op grote schaal dwangarbeiders in. Hieronder waren gauwdieven, politieke dissidenten, koelakken en soldaten die in de burgeroorlog aan de kant van de Witten hadden gestreden. In het begin, echter, wilde men het aantal gevangenen laag houden, om zo grondstoffen en voedsel vrij te maken voor andere doelen. Later begon men echter gevangenen te gebruiken als "gratis arbeiders" en groeide hun aantal gestaag in de goelag. Dit hield ook een risico in: ook gevaarlijke misdadigers werden overgeplaatst, waardoor zij in staat waren machines en materialen te saboteren. Men begon ook mensen te veroordelen tot dwangarbeid bij kleine, of veelal zelfs geen vergrijpen, waaronder boeren die zich tegen collectivisatie verzet hadden.
Door het grootschalig gebruik van dwangarbeid begonnen westerse landen echter goederen, die met deze vorm van arbeid geproduceerd waren, te boycotten.

## Resultaten
Na de start van het vijfjarenplan zijn de doelstellingen verder omhoog geschroefd, Stalin wilde niet alleen meer maar ook sneller de productiedoelen bereiken. Het eerste jaar was redelijk succesvol verlopen en in december 1929 werd de doelstelling verhoogd en de einddatum waarbinnen dit bereikt moest worden, vervroegd van 30 september 1933 naar 31 december 1932. In februari 1932 volgde een tweede herziening. In zijn rede zei Stalin dat het tempo verhoogd diende te worden, immers "de Sovjet-Unie loopt 50 à 100 jaar achter op de westerse landen en moet de achterstand in 10 jaar inlopen anders gaat het land ten onder".
In de laatste kolom van tabel staat de realisatie. De Sovjet-Unie had voor sommige goederen de oorspronkelijke doelstellingen wel gehaald, maar niet voor belangrijke producten als ijzer en staal. De productie van wol, een typisch consumentengoed, daalde zelfs in de planperiode.
| Product                               | 1927-28 (gerealiseerd) | 1e versie plan | 1e herziening | 2e herziening | 1932 (realisatie) |
| ------------------------------------- | ---------------------- | -------------- | ------------- | ------------- | ----------------- |
| Steenkool                             | 35,0                   | 68             | 75            | 95-105        | 64,0              |
| Aardolie                              | 11,7                   | 19             | 22            | 40-55         | 21,4              |
| IJzererts                             | 6,7                    | 15             | 19            | 24-32         | 12,1              |
| Ruwijzer                              | 3,2                    | 8              | 10            | 15-16         | 6,2               |
| Wol (× miljoen m²)                    | 97,0                   |                | 270           |               | 93,3              |
| Banen in industrie en bouw (×miljoen) | 11,3                   |                | 15,8          |               | 22,8              |

### Successen
Het grote succes van het Vijfjarenplan was dat de USSR zich in korte tijd van een achtergesteld land naar een moderne natie getransformeerd had. Het plan werd na 4 jaar stopgezet in plaats van 5, officieel omdat de quota tegen die tijd al bereikt waren. Walter Duranty ontving de Pulitzerprijs voor Journalistiek voor zijn werk over het vijfjarenplan, waardoor dit fenomeen in het Westen ook bekend werd. De Verenigde Staten erkenden de Sovjet-Unie officieel in 1933.
Het Vijfjarenplan bereidde het land ook voor op de Tweede Wereldoorlog: zonder het Eerste Vijfjarenplan, en diegene die volgden, zou de USSR nauwelijks in staat geweest zijn de Duitse invasie van 1941, Operatie Barbarossa, een halt toe te roepen, en uiteindelijk de oorlog te winnen.

### Mislukkingen
De mislukkingen van het plan waren talrijk: het plan was in feite van het begin al mislukt door de onbereikbare quota, die in realiteit zelfs niet in de komende decennia bereikt konden worden. Ook werden de doelen de hele tijd veranderd: elke keer dat men toch een quotum bereikte, werd het herzien en verhoogd. Ten tweede slaagde de gedwongen collectivisatie er niet in om de landbouwproductie te verhogen: in de realiteit daalde die zelfs sterk, waardoor grote hongersnoden ontstonden, waarbij miljoenen stierven. Die hongersnoden zouden nog jaren aanslepen, en maakte de Russen erg gehaat onder de Oekraïners, de Tataren en vele andere etnische groepen. De Duitsers zouden die afkeer misbruiken om mensen als Hilfswilliger (Hiwi's) te werven.